# Salonní novela
Novela je kratší epický prozaický útvar s překvapujícím koncem. Nenalezneme tu takové odbočky jako například v románu. Někdy bývá novela také označována takzvaným románem v kostce.
Ve Slovníku literární teorie definice salonní literatury zní: „obecně druh literární tvorby, která si libuje ve formální uhlazenosti a duchaplnosti odtržené od života.“ Salonní novely se zaměřovaly na život vyšších společenských tříd a jejich zábav. Salonní novela v českých zemích navazovala především na literární tradici francouzskou.

## Historie
Salonní literatura, která se nazývala literaturou preciózní, ve Francii v 17. století hrála významnou roli. „Tato literatura se zaměřovala na idealizaci aristokracie. Vznik a vývoj preciózní literatury probíhal v intimní atmosféře měšťanských a aristokratických salónů, kde se scházela vybraná společnost.“ Autorkou francouzského původu, která se stala inspiračních zdrojem naší literární tvůrkyně Karoliny Světlé, byla George Sandová.

## Česká literatura
Za nejvýznačnější představitelku těchto typů novel můžeme považovat českou spisovatelku Karolinu Světlou. Karolina Světlá se inspirovala tradicí francouzskou a i přesto, že její salonní díla neměla být žádnou manifestací nového literárního programu, přesně to se stalo a Světlá začala být považována za spisovatelku, která se bude věnovat českému salonu. Karolina Světlá tomuto předpokladu dostála a začala psát ve velké míře pouze salonní novely, které měly v zahraniční tvorbě dlouholetou tradici a byly řazeny k vysokým stylům literatury vůbec. Světlá tímto způsobem psaní reagovala na společenskou poptávku, která se svou literární tvorbou chtěla přiblížit světovému měřítku.
Hlavními hrdinkami salonních novel Karoliny Světlé byly ušlechtilé a obětující se ženy se silnými city, jako příklad známé salonní novely K. Světlé uvedeme třeba dílo Společnice.
Muže v žánru salonní novely v českém prostředí reprezentoval např. Servác Heller. Stejně jako Karolina Světlá se inspiroval francouzskou tradicí a jeho dílo bylo považováno za vrchol salonní novely na našem území. Heller byl vášnivý cestovatel a zážitky promítal do své tvorby v duchu milostných francouzských salonních románů. 